# Jubileum Volume II
Jubileum Volume II — музичний альбом гурту Bathory. Виданий 15 березня 1993 року лейблом Black Mark Production. Загальна тривалість композицій становить 74:20. Альбом відносять до напрямків блек-метал, вікінг-метал.

## Список пісень
1. «The Return of the Darkness and Evil» — 4:58
2. «Burnin' Leather» — 3:54
3. «One Rode to Asa Bay» — 9:20
4. «The Golden Walls of Heaven» — 5:23
5. «Call From the Grave» — 4:57
6. «Die in Fire» — 3:37
7. «Shores in Flames» — 10:43
8. «Possessed» — 2:40
9. «Raise the Dead» — 3:40
10. «Total Destruction» — 3:51
11. «Bond of Blood» — 7:37
12. «Twilight of the Gods» — 13:40